# Benedictus Ducis
Benedictus Ducis o Duch, Dux, Herzog, Hertoghs (Bruges, Bèlgica, 1491 - Ulm, Alemanya, 1544) fou un compositor flamenc/alemany i pastor protestant. Sovint conegut pel seu primer nom per si sol, no s'ha de confondre amb Benedictus Appenzeller, un músic suís que vivia a Bèlgica, però de data posterior i menys geni.
Fou deixeble de Des Prés. El 1521 era organista de Nostra Senyora d'Anvers i president de la confraria dels músics d'aquella ciutat. Va escriure la partitura d'un cant fúnebre dedicat a la memòria del seu ja citat mestre. Es creu que va romandre durant cert temps a Anglaterra, i al final de la seva vida s'establí a Alemanya.
El 1539 a Ulm, publicà una col·lecció de cants fúnebres a tres i quatre veus, vers les Odes d'Horaci. En les col·leccions publicades a Alemanya i Flandes des de 1532 fins a 1572 i en manuscrits que es conserven en la catedral de Cambrai, figuren diverses composicions d'aquest compositor.